# Wrongfully Accused
Wrongfully Accused (titulada ¡Vaya un fugitivo! en España y Acusado sin razón en Hispanoamérica) es una película de 1998 dirigida, escrita y producida por Pat Proft. La trama se centra en Ryan Harrison (Leslie Nielsen), un violinista que es acusado de un asesinato cometido realmente por un manco, tuerto y cojo. La película es una parodia de la película El fugitivo (1993) al igual que de otras protagonizadas por Harrison Ford.

## Argumento
El inicio de la película lleva a un concierto, donde el violinista, Ryan Harrison (Leslie Nielsen) actúa. Después asiste a una fiesta donde conoce a Hibbing Goodhue (Michael York), a su mujer Lauren (Kelly LeBrock) y su posible amante, Cass Lake (Melinda McGraw). Cuando Goodhue se marcha, Lauren intenta seducirle.
A la mañana siguiente y después de acabar su último concierto, encuentra una nota en su coche firmado por Lauren en el que le pregunta "por qué le abandona" además de que el mensaje indica que Hibbing está fuera de la ciudad y que Lauren está preparada para seguir con su vida. De paso le pide que de camino le traiga algo de leche, encantado accede y llega a la mansión.
Cuando entra en la propiedad, tropieza con Sean Laughrea (Aaron Pearl) que acaba de matar a Goodhue (junto a un cómplice desconocido). Al descubrir lo sucedido, se produce una pelea. Durante la trifulca, Harrison descubre que el asesino es tuerto, cojea y es manco. El cual deja inconsciente al violinista tras golpearle con la tabla de la mesa.
Cuando recupera la consciencia, Ryan se despierta con varias armas (un arco con flechas, un arma de fuego y una semiautomática) evidentemente la policía sorprende a Ryan y le detiene acusado del asesinato de Goodhue. Finalmente consigue huir del autobús que le llevaba a la cárcel cuando el conductor pierde el control y cae hasta las vías del tren, antes de abandonar el vehículo saca a todos los presidiarios y huye antes de que le atropelle el tren, con el que empiezan a jugar una partida al escondite. Ya como fugitivo de la ley, Harrison debe averiguar quien mató a Goodhue para probar su inocencia, pero no lo tendrá fácil, pues el teniente Fergus Falls (Richard Crenna) va tras sus pasos.

## Reparto
- Leslie Nielsen es Ryan Harrison.
- Richard Crenna es Tte. Fergus Falls.
- Kelly LeBrock es Lauren Goodhue.
- Melinda McGraw es Cass Lake.
- Michael York es Hibbing Goodhue.
- Sandra Bernhard es Dr. Fridley
- Aaron Pearl es Sean Laughrea.
- Leslie Jones es Sgto. Tina Bailey
- Ben Ratner es Sgto Orono.
- Gerard Plunkett es Sir Robert McKintyre.
- Duncan Fraser as Sergeant MacDonald.

## Recepción

### Críticas
Las críticas fueron en su mayor parte negativas. En la website Rotten Tomatoes obtuvo un 22% de nota de un total de 32 reseñas y un rating de 3,9 de 10.
James Berardinelli de ReelViews escribió que: "la película carece de contenido" y añadió: "[los espectadores] tenían más posibilidades de caer enfermos que de reír". También criticó la interpretación de Nielsen al que recomendó "jubilarse". Como nota puntuó al film con una estrella de cuatro.
Anita Gates del New York Times comentó: "nadie acusa a Wrongfully Accused de ser una "fuente de chistes", sin embargo la mayor parte de ellos carecen de gracia." En cuanto al cineasta, declaró que "trabaja mejor en equipo, para él sería menester tener el apoyo de sus antiguos compañeros como David Zucker o Jim Abrahams. Sin ellos, el film resulta ser una maraña de ideas que pretenden ser graciosas." En cuanto a la interpretación, hizo hincapié en la actuación de Richard Crenna a la hora de parodiar a Tommy Lee Jones "sin mucho éxito", misma valoración fue para Sandra Bernhard. Por otro lado valoró positivamente el cameo de la actriz recientemente [en aquel entonces] fallecida Shari Lewis con su ventrílocuo Lamb Chop.
Más crítica se mostró Lisa Schwarzbaum de Entertainment Weekly. En su reseña compara las "spoof movies" de Mafia!, The Naked Gun y Airplane! (producidas por el trío Zucker, Abrahams y Zucker) dando un apunte negativo a Wrongfully Accused, a la que calificó de "cargante y tediosa con un exceso de guiños a varias series televisivas y películas."

### Taquilla
La película fue estrenada el 21 de agosto de 1998 en 2.062 salas cinematográficas en Estados Unidos. En su primera semana recaudó 3.504.630 dólares. Mientras estuvo en cartelera los ingresos ascendieron a 9.623.329 dólares.

## Parodias
- The fugitive (argumento principal)
- Juego de patriotas
- Clear and Present Danger
- On the Waterfront
- Star Wars
- El padrino
- Casablanca
- Un día de furia
- Ben-Hur
- Dirty Harry
- Superman: The Movie
- Braveheart
- Baywatch
- North by Northwest
- Die Hard
- Misión: Imposible
- Titanic
- Los ángeles de Charlie
- Atracción fatal
- Lord of the Dance
- The Seven Year Itch
- El halcón maltés
- Back to the Future
- Ace Ventura: When Nature Calls
- Field of Dreams
- The Usual Suspects
- Anaconda